# 索尼娅·富斯
索尼娅·富斯（德語：Sonja Fuss，1978年11月5日—），德国女子足球运动员，场上位置是后卫。她曾代表德国国家队参加2004年夏季奥林匹克运动会足球比赛，获得一枚铜牌。